# Suderburg
Suderburg is een gemeente in de Duitse deelstaat Nedersaksen. De gemeente maakt deel uit van de Samtgemeinde Suderburg in het Landkreis Uelzen. Suderburg telt 4.572 inwoners.
Suderburg ligt ongeveer 10 km hemelsbreed en 13 km over de weg ten zuidwesten van Uelzen. Ten oosten van Suderburg loopt de Bundesstraße 4 noordwaarts naar die stad.
Het dorp Suderburg is sedert 1847 per trein bereikbaar: Station Suderburg ten noordwesten van de dorpskern ligt aan de spoorlijn van Uelzen via Hannover naar Göttingen.

## Dorpen in de gemeente
- Bahnsen
- Böddenstedt
- Hamerstorf
- Hösseringen, ca. 6 km ten zuiden van Suderburg
- Holxen
- Räber
- Suderburg (dorp)

## Economie
Voor de plaatselijke economie is de aanwezigheid van één der vier locaties van de Ostfalia Hochschule für angewandte Wissenschaften, (Ostfalia Hogeschool voor Toegepaste Wetenschappen), van groot belang. Het is een instelling voor hoger onderwijs, waar men o.a. milieukunde kan studeren.
De belangrijkste pijler van de economie in de gemeente is echter het toerisme. De gemeente ligt op de Lüneburger Heide, een tot buiten Duitsland befaamd natuurgebied. In de gemeente zijn enige hiermede verband houdende attracties en verblijfsmogelijkheden gevestigd.
De belangrijkste overige ondernemingen zijn een machineonderdelenfabriek en een onderneming, die producten, gemaakt van eetbare paddenstoelen, verwerkt en verhandelt.

## Geschiedenis
Suderburg wordt voor het eerst schriftelijk vermeld in een document uit het jaar 1004.
Het dorp Hösseringen was van 1532 tot 1652 zetel van de rechtspraak in het Vorstendom Lüneburg. Deze rechtspraak, de Landtag, vond plaats in de open lucht. De Landtagplatz in het dorp is voorzien van een hieraan herinnerend monument. Het bestaat o.a. uit stenen, om op te zitten (zetels), voorzien van alle dorpen en steden uit de omgeving, die op zo'n landdag vertegenwoordigd waren.

## Bezienswaardigheden
- Openluchtmuseum Museumsdorf Hösseringen: op 10 ha. zijn talrijke oude boerderijen, schuren enz. van de Lüneburger Heide, die elders moesten wijken, zo veel mogelijk met de originele materialen nagebouwd. Er worden ook demonstraties oude ambachten, toneelvoorstellingen in dialect enz. aangeboden.
- Ook buiten het openluchtmuseum is Hösseringen een zeer schilderachtig dorpje
- Het vele natuurschoon: de gemeente maakt deel uit van de Lüneburger Heide
- De Sint-Remigiuskerk (Suderburg) uit 1753 met toren van rond het jaar 1004
- Te Hösseringen begint een 26 km lange, door het water gekenmerkte, wandelroute naar de stad Uelzen. Een klein gedeelte van de route gaat ook door het water heen: het is een watertrappelparcours, dat mede voor volgers van een Kneippkuur bedoeld is.

## Afbeeldingen

### Openluchtmuseum Hösseringen

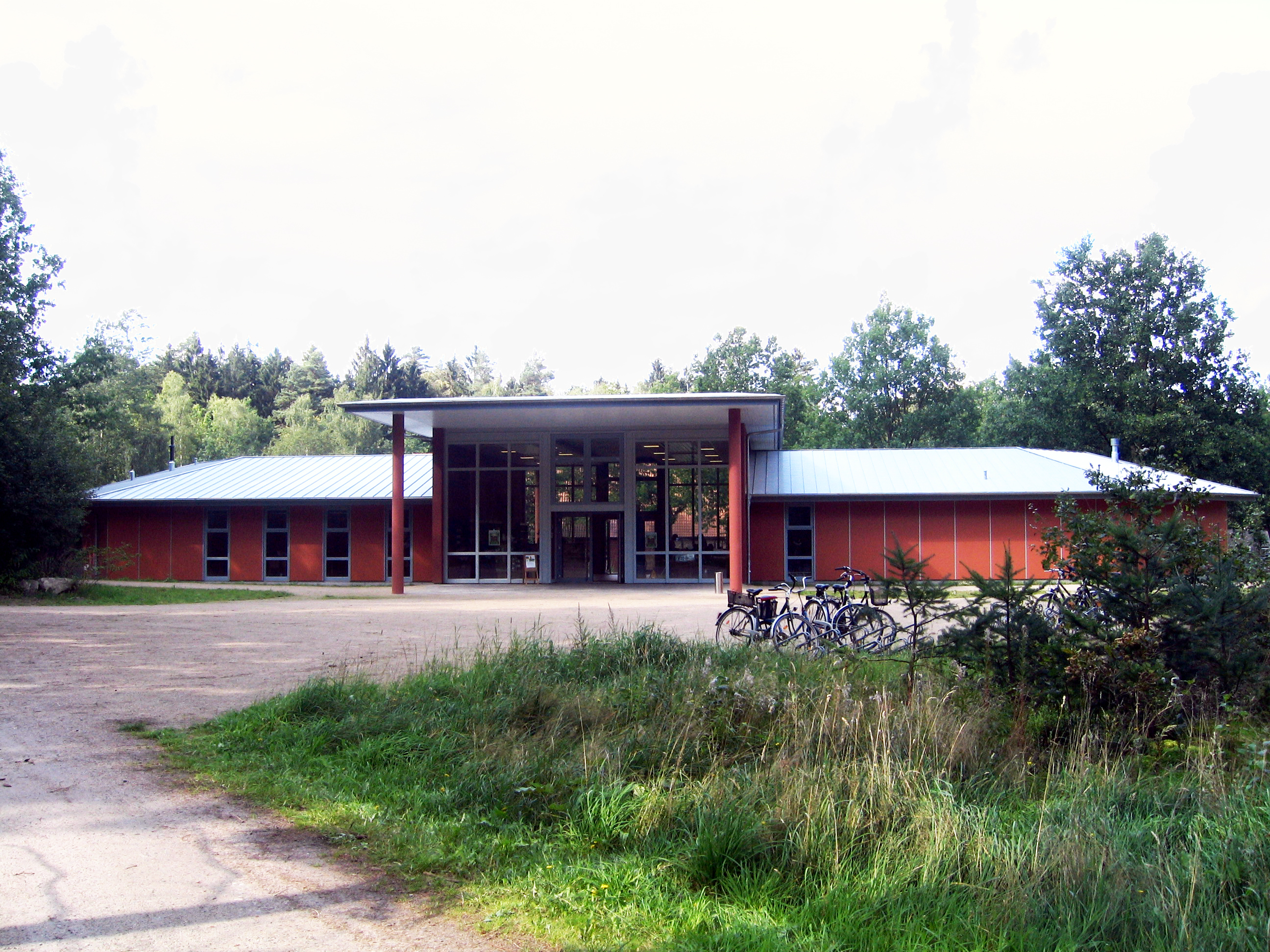
Ingangsgebouw
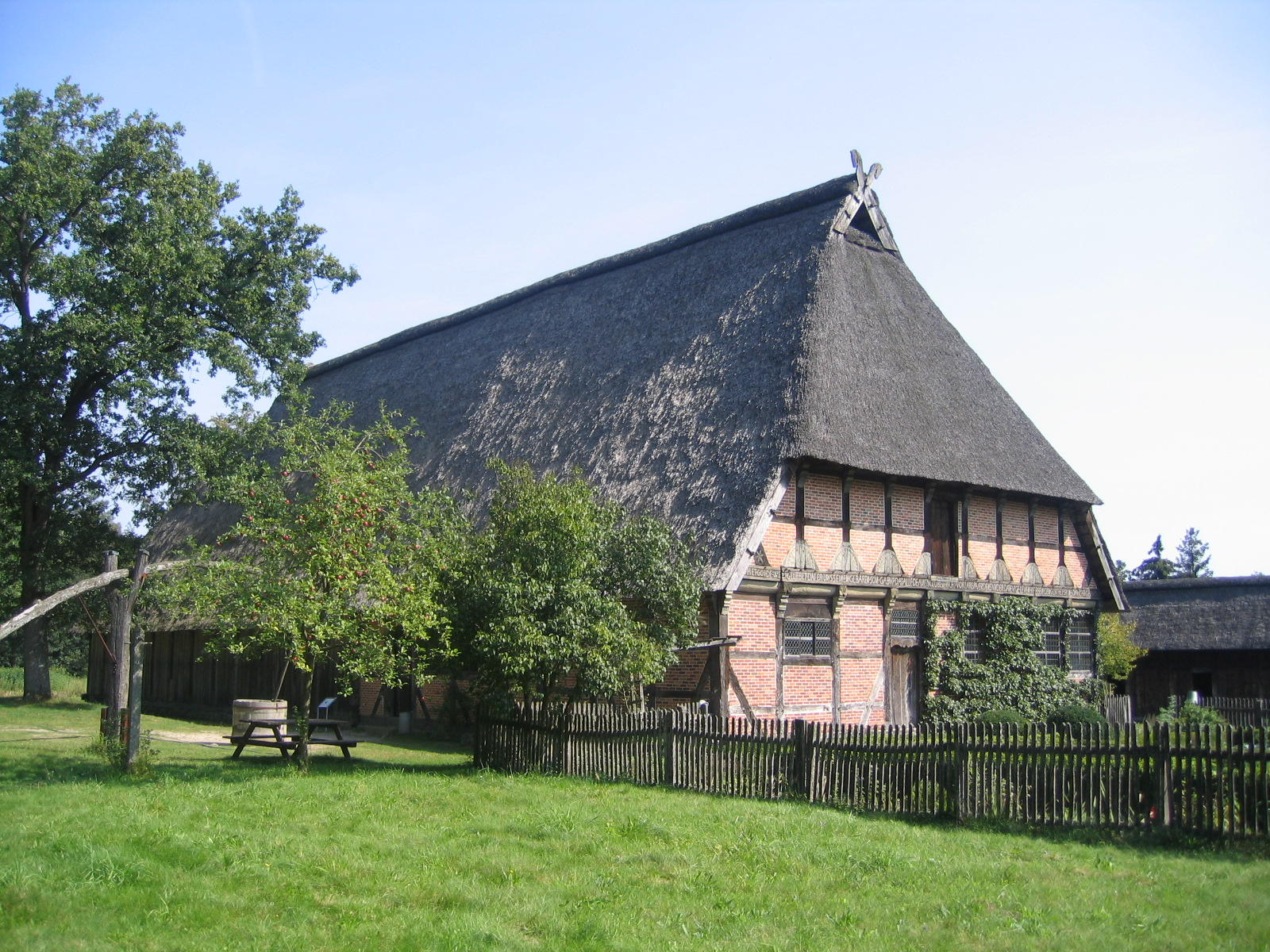
Hallenhuis Brümmerhof (1e helft 17e eeuw)
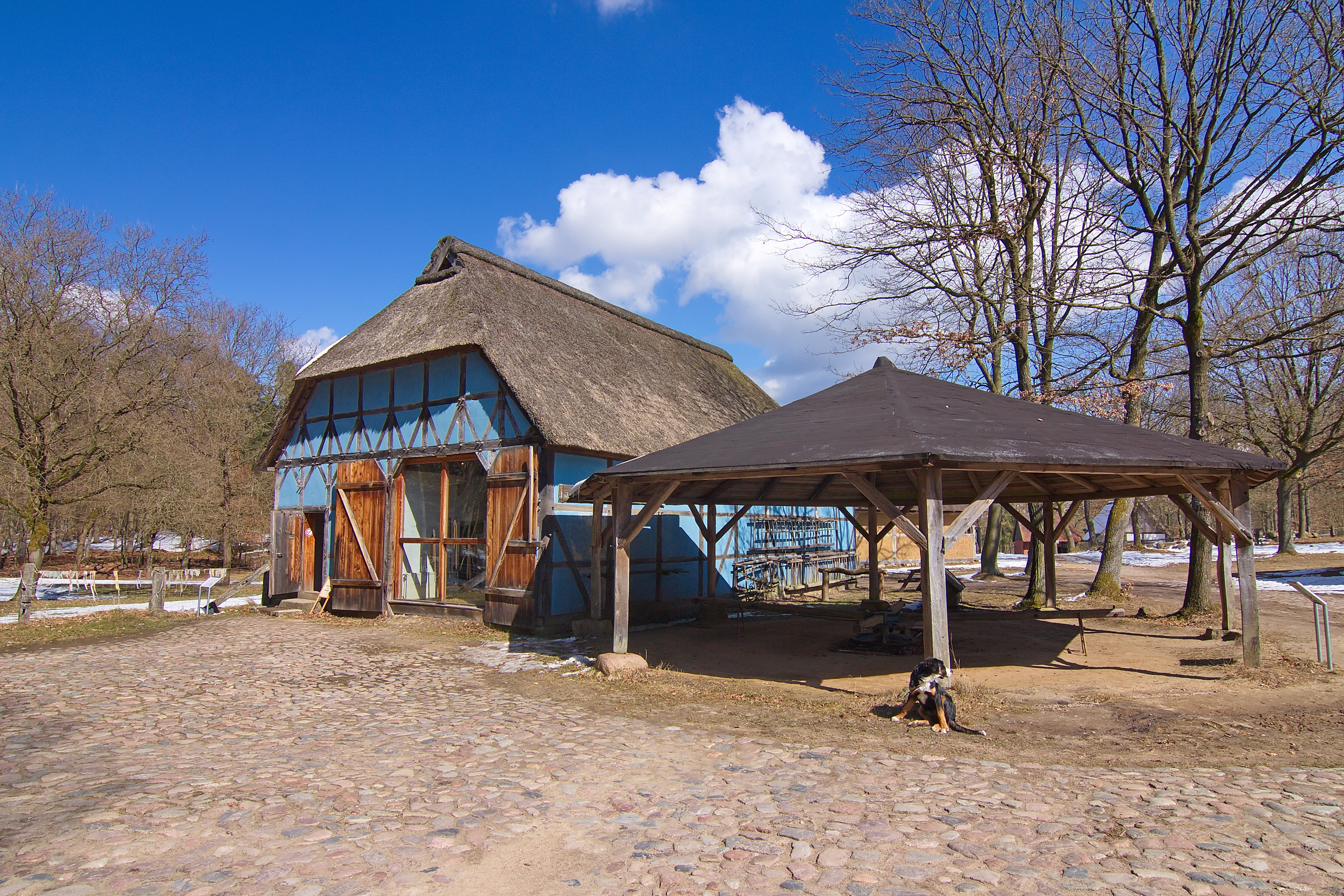
Blauwe Schuur uit 1763 met tredmolen
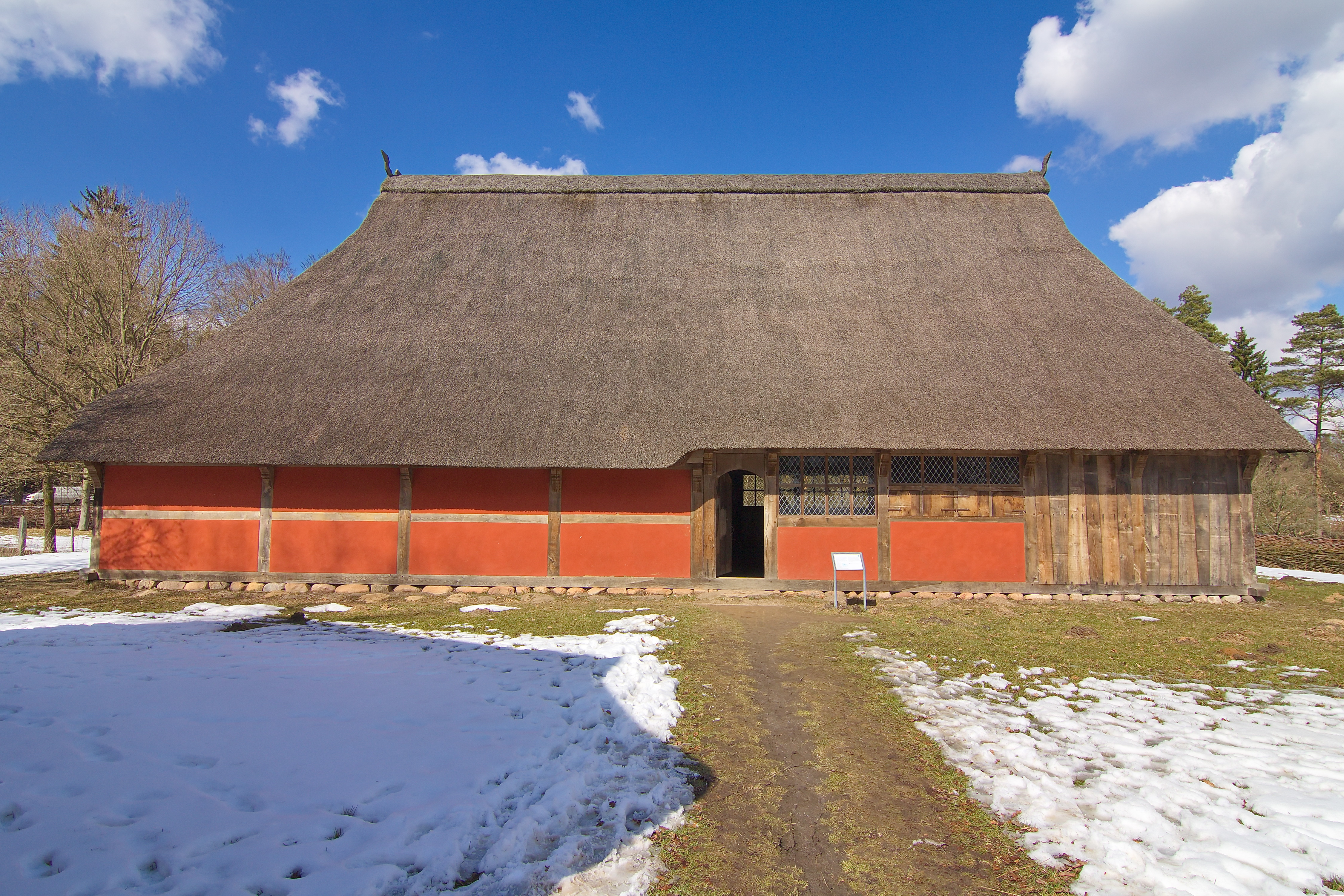
Keuterboerderij uit 1596
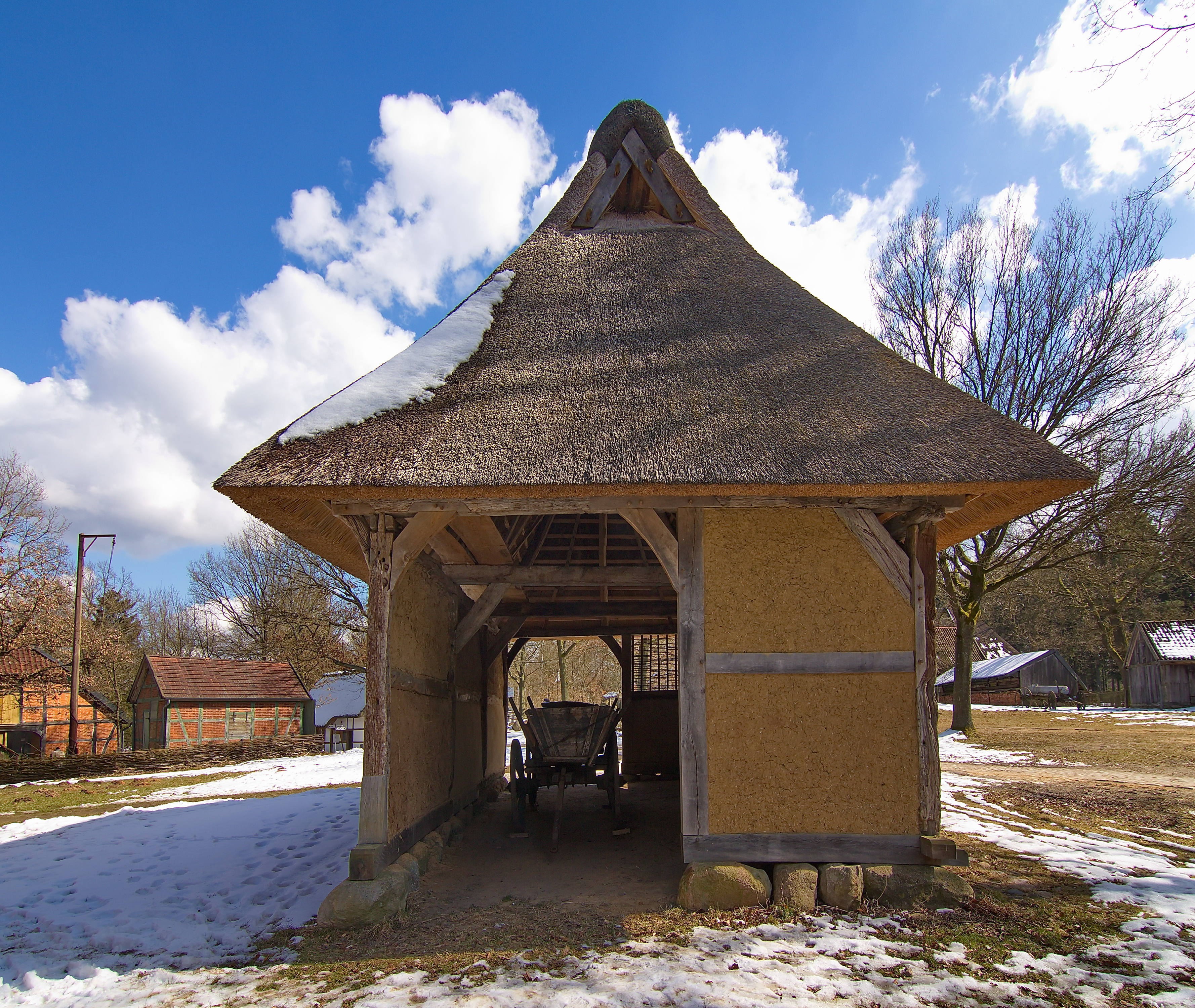
Schuur uit 1573
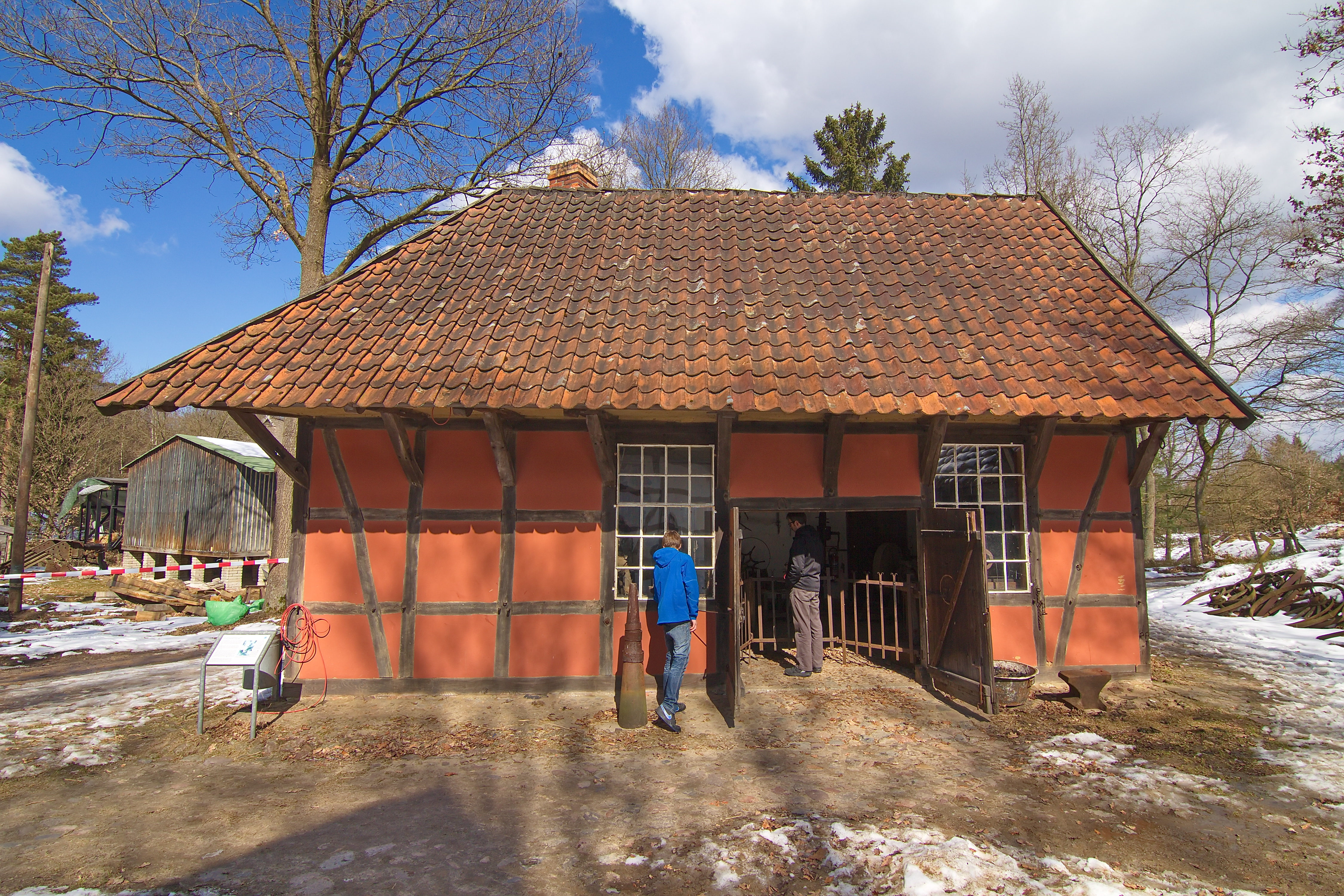
Smidse uit 1845

### Overige

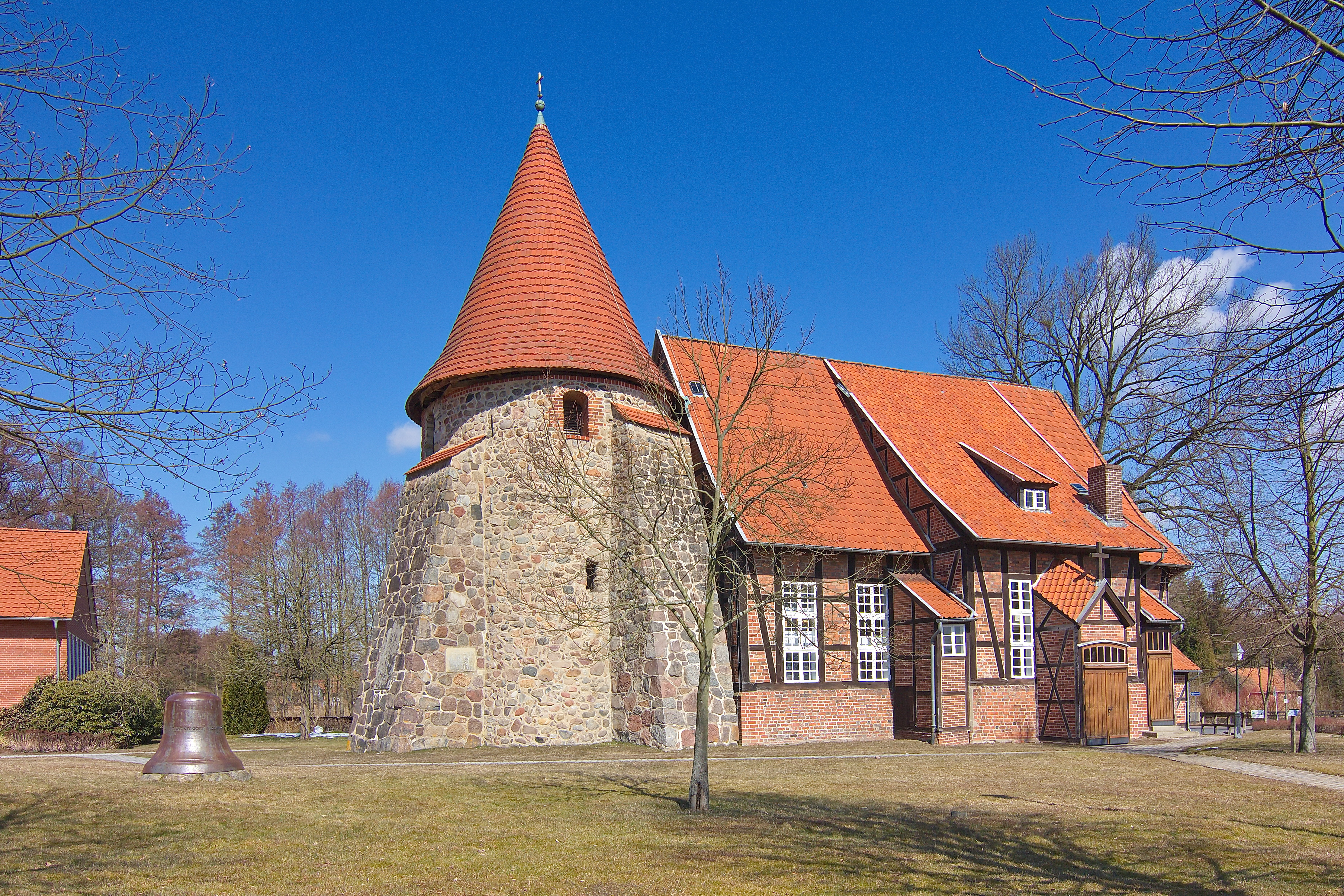
St.-Remigiuskerk, Suderburg
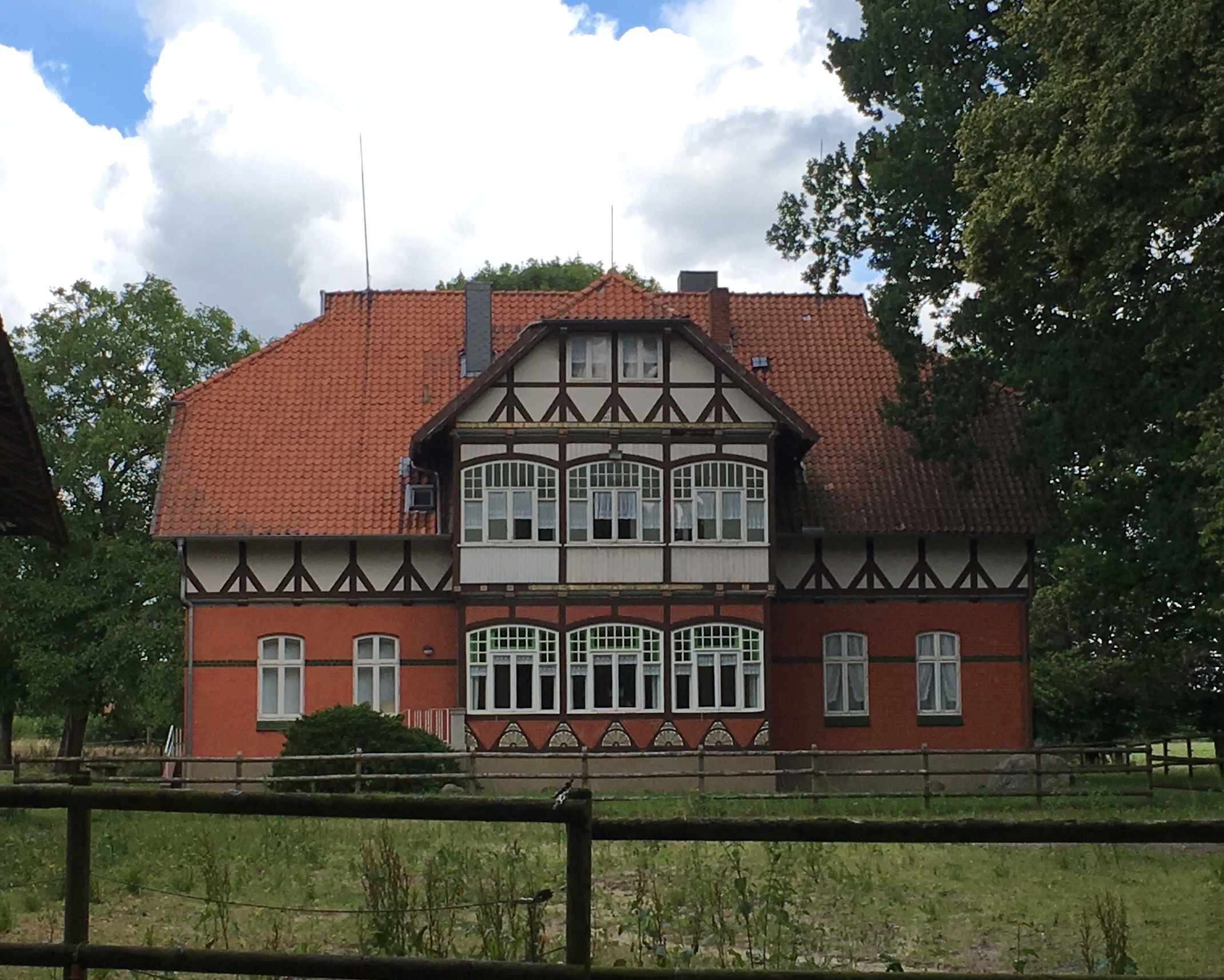
Zgn. Rübenburg[2] in Suderburg
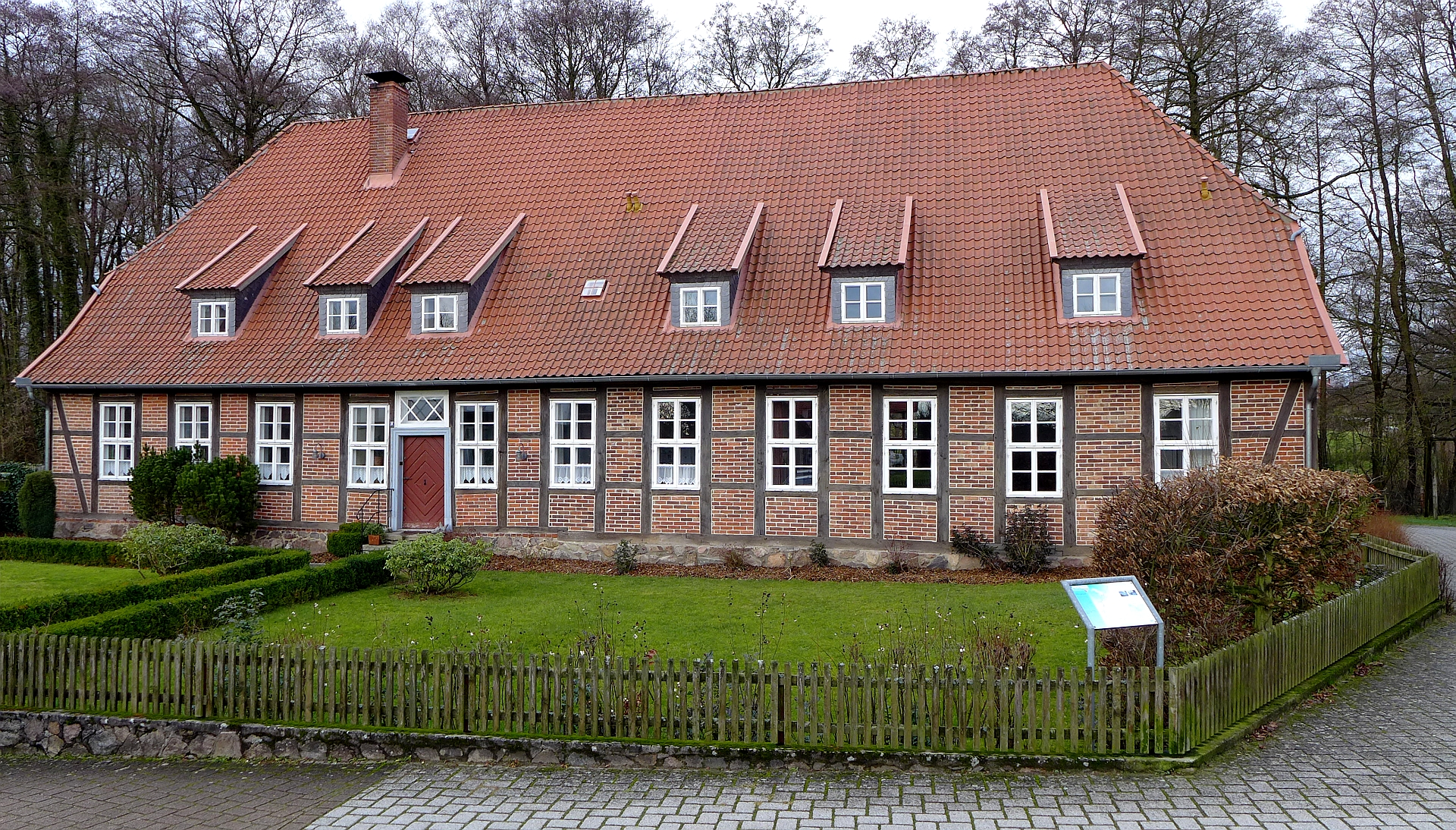
De pastorie van Suderburg
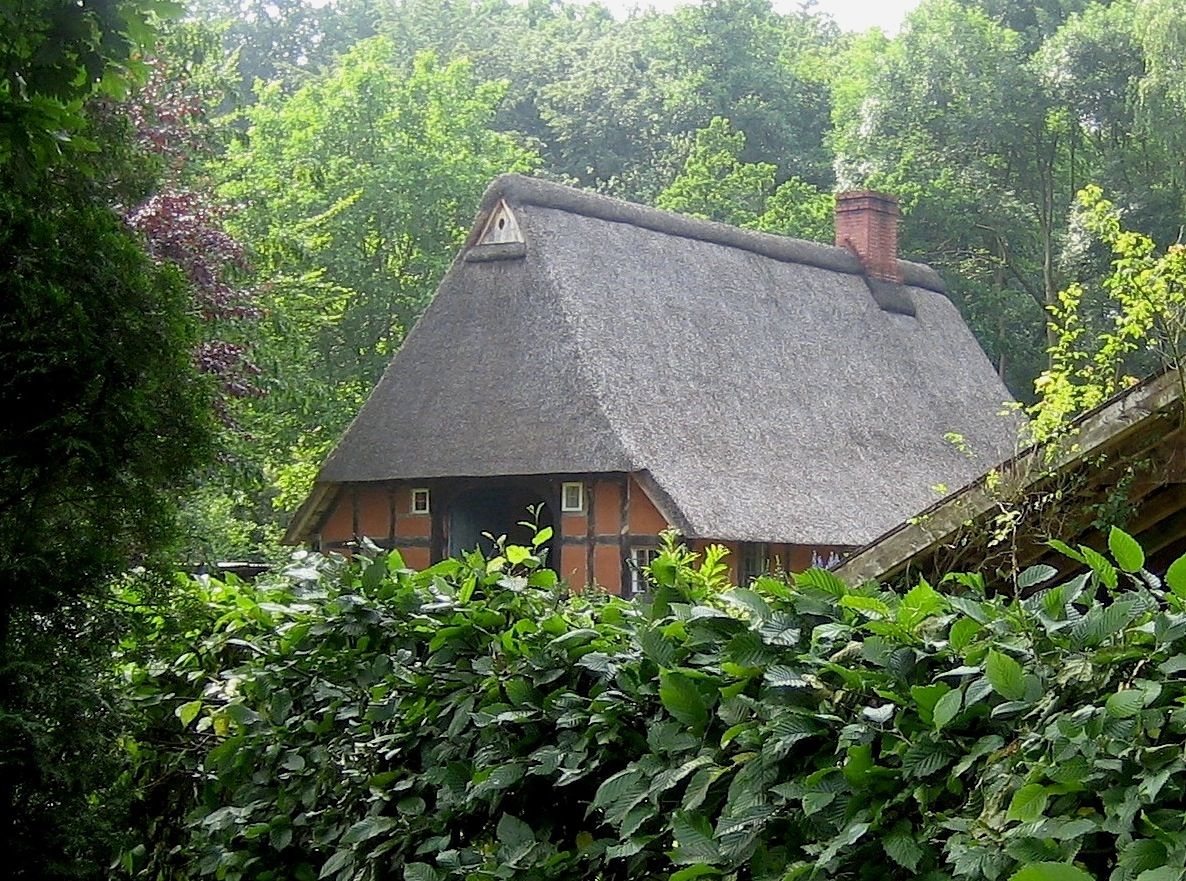
Rieten-dak-huis (ca. 1680) te Böddenstedt
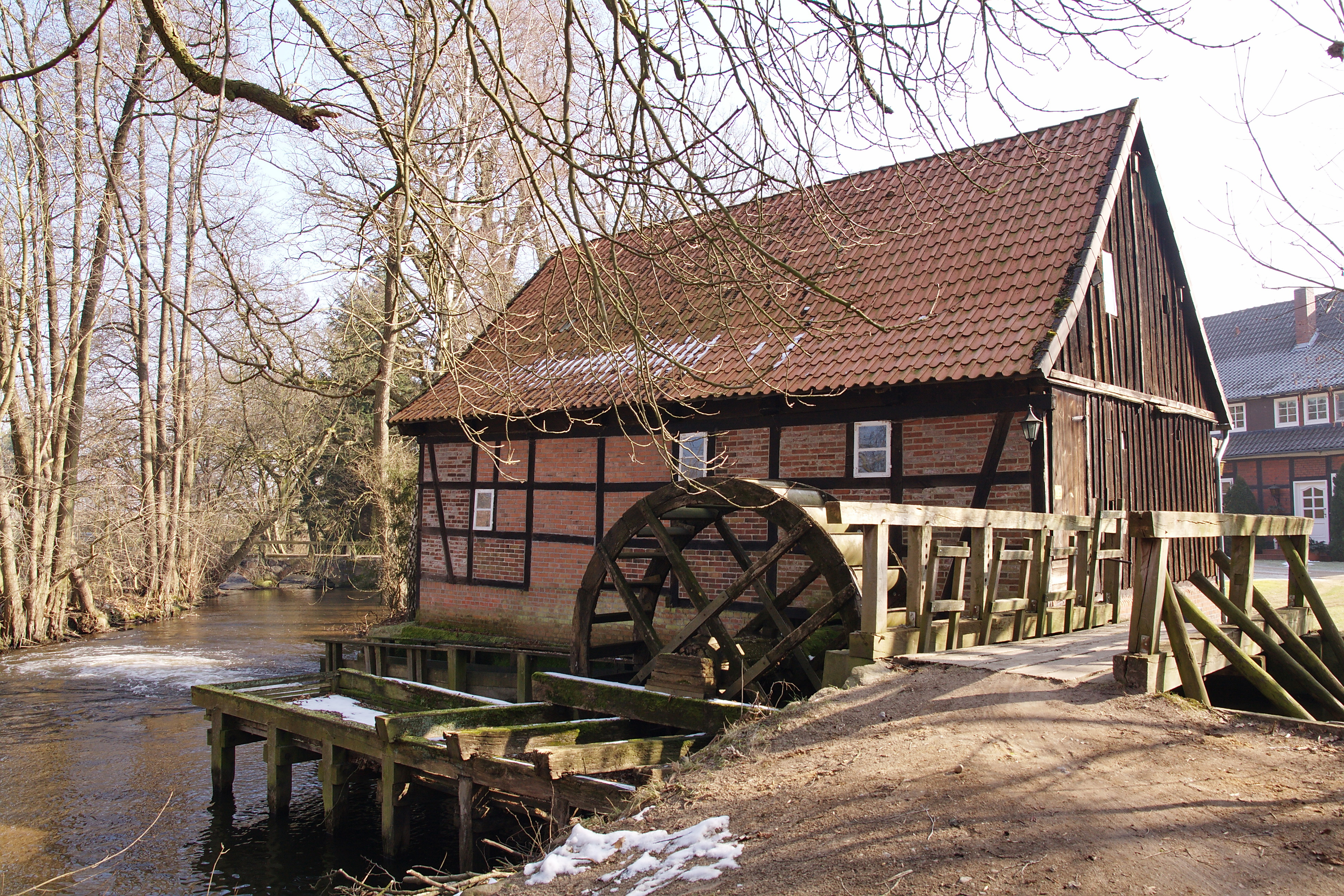
Watermolen te Holxen
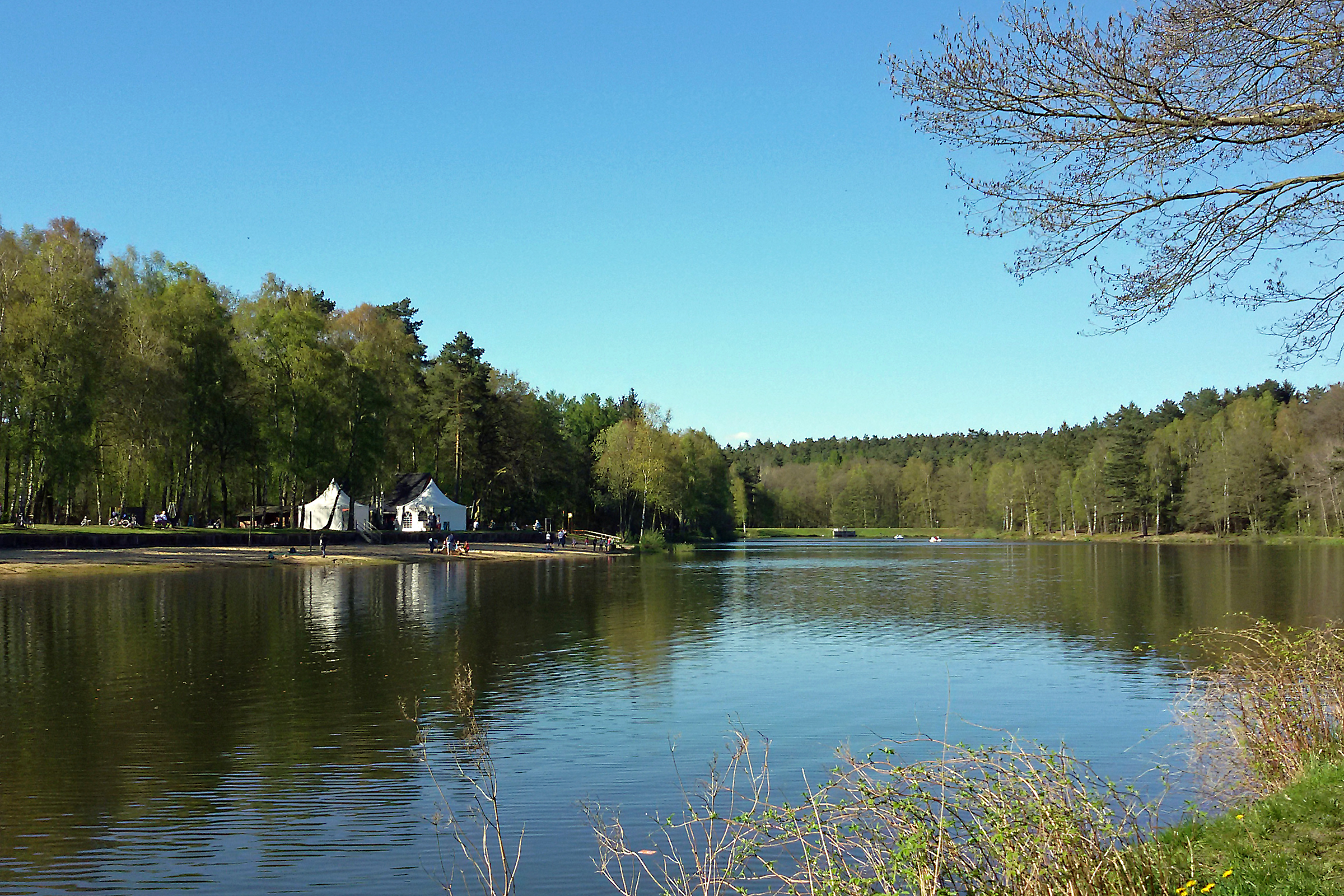
Recreatieplas Hardausee, Hösseringen
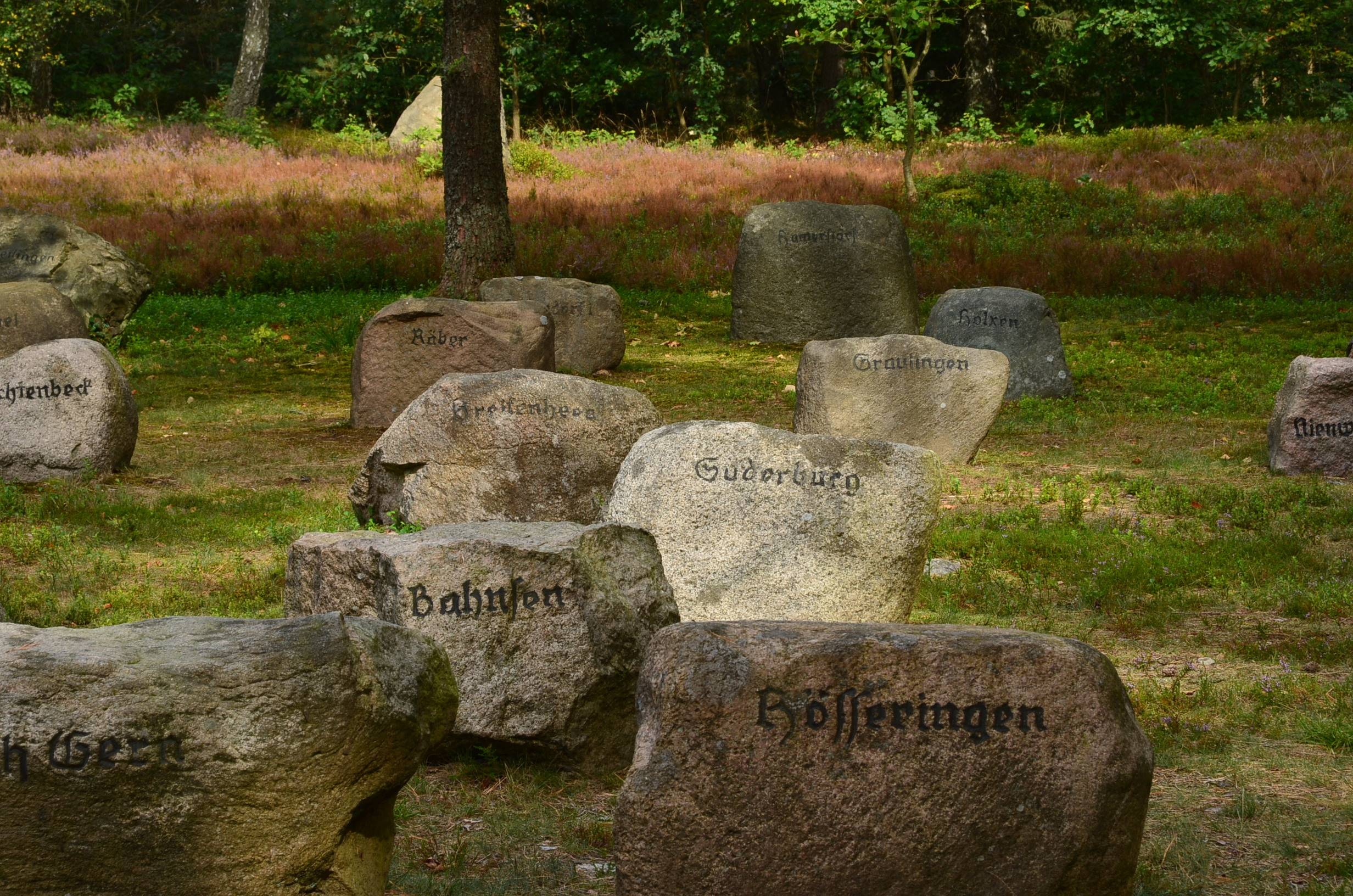
Monument Landtagplatz, Hösseringen (1)
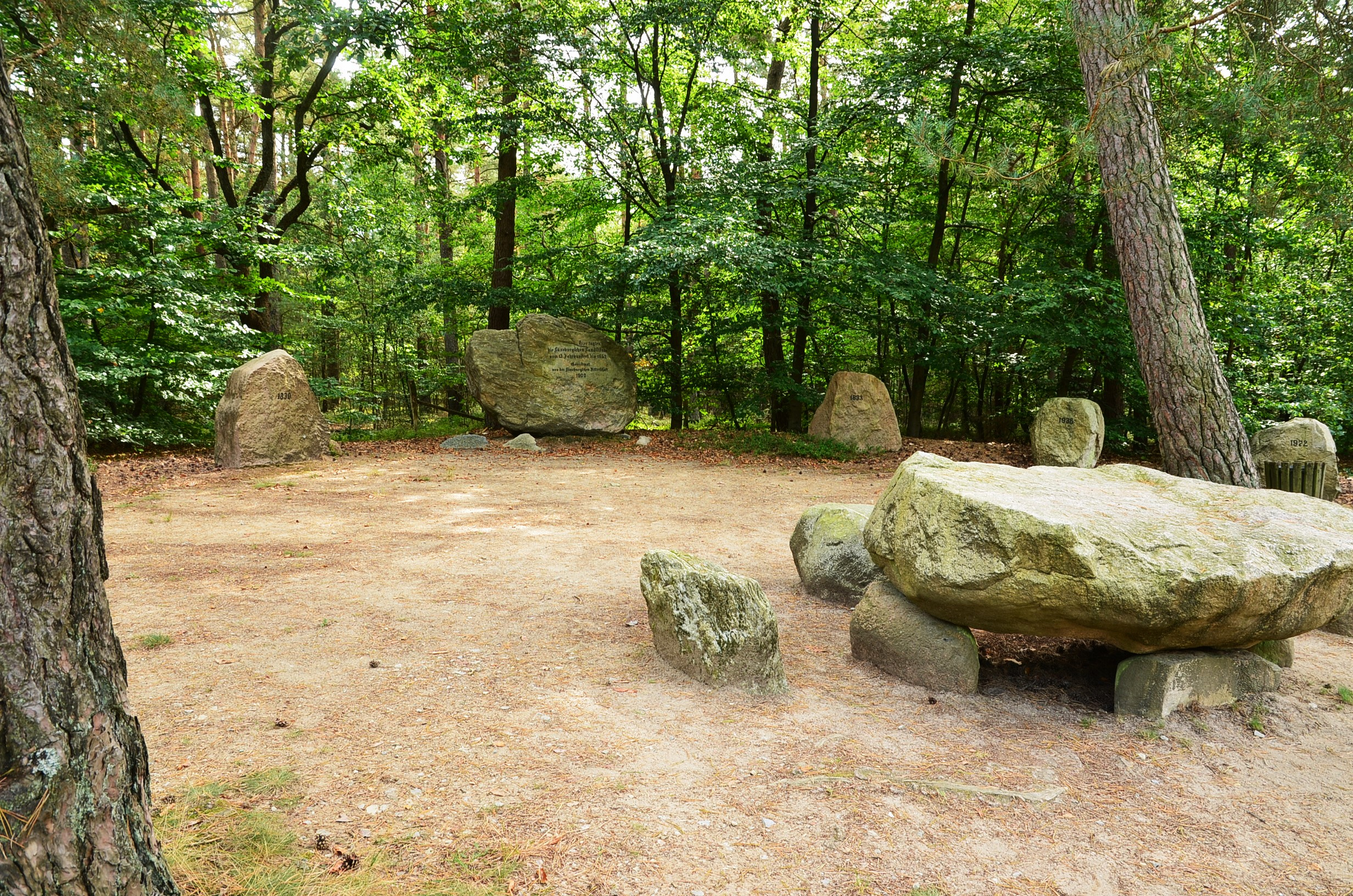
Monument Landtagplatz, Hösseringen (2)
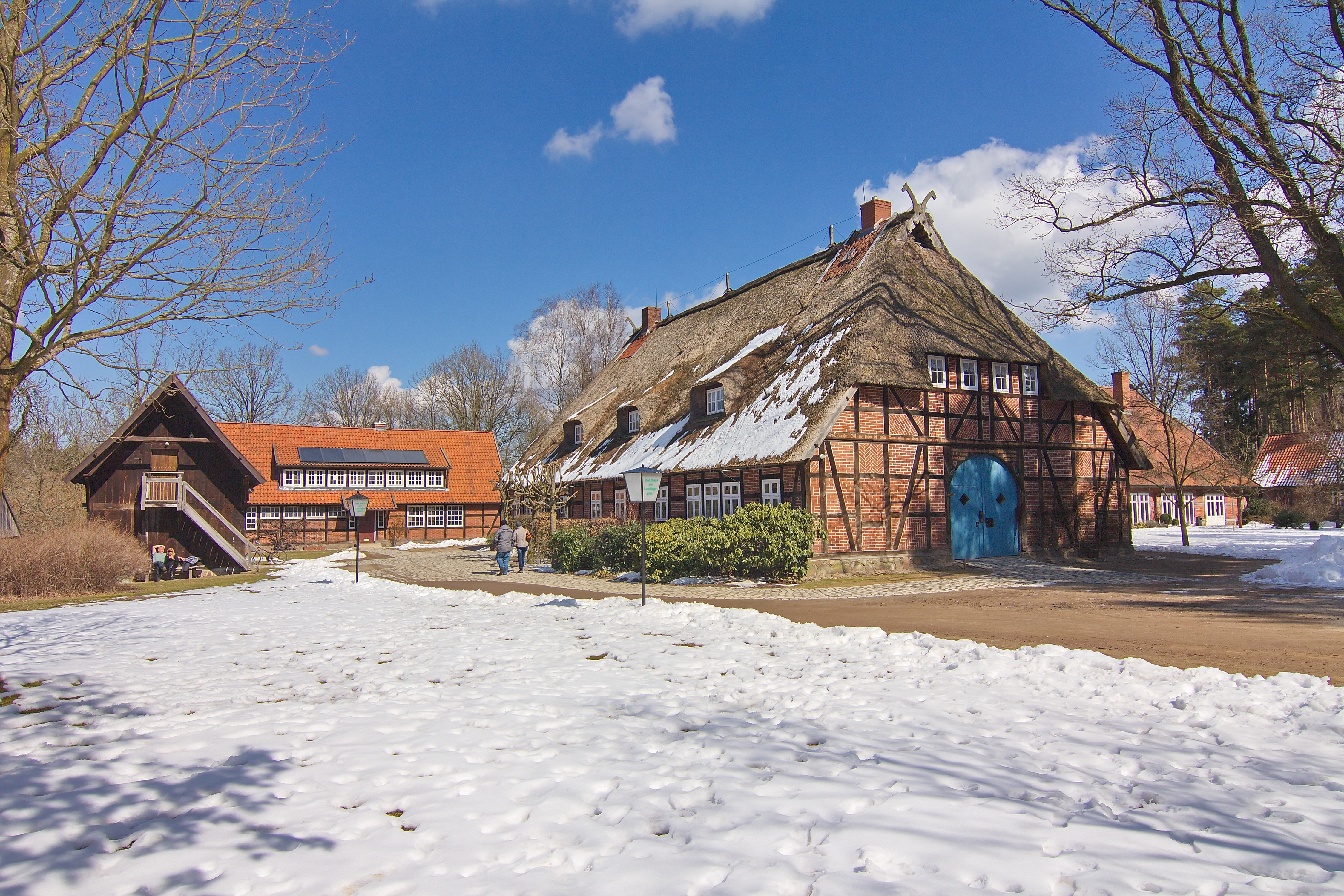
Restaurant in historische boerderij, Landtagplatz, Hösseringen

## Weblinks
- www.museumsdorf-hoesseringen.de Website van Openluchtmuseum Hösseringen

- Bibliothèque nationale de France: cb145050730 (data)
- Gemeinsame Normdatei: 4106380-6
- Library of Congress Control Number: n95085876
- Nationale Bibliotheek van Israël: 987007531024505171
- Virtual International Authority File: 149086298
- WorldCat: E39PBJbCQt7C9jWBXChVrMJYyd

Altenmedingen · 
Bad Bevensen · 
Bad Bodenteich · 
Barum · 
Bienenbüttel · 
Ebstorf · 
Eimke · 
Emmendorf · 
Gerdau · 
Hanstedt · 
Himbergen · 
Jelmstorf · 
Lüder · 
Natendorf · 
Oetzen · 
Rätzlingen · 
Römstedt · 
Rosche · 
Schwienau · 
Soltendieck · 
Stoetze · 
Suderburg · 
Suhlendorf · 
Uelzen · 
Weste · 
Wrestedt · 
Wriedel